# 日本レジャーチャンネル
株式会社日本レジャーチャンネル（にほんレジャーチャンネル）は、スカパー!プレミアムサービスおよびケーブルテレビ向けボートレース（競艇）中継専門チャンネルの「レジャーチャンネル（ボートレース専門TV!）」を運営するコンテンツプロバイダ。
通称は「JLC」、「レジャチャン」。

## 概要
ボートレース中継を中心に、ボートレース関連番組やマリンスポーツ、ゲートボールや吟詠に関連（どちらも統括団体である日本ゲートボール連合と日本吟剣詩舞振興会の設立に笹川良一が寄与したこと、また両団体が現在まで日本財団の援助下にあることの縁故による）した番組で編成され、CS全5チャンネル体制やストリーミング配信を生かして、全国24会場のレースを網羅している。（スカパー!プレミアムサービスでの視聴料金は5チャンネル同時加入で月額980円（税別））
ボートレースに関連した書籍・雑誌（BOATBoy）などの発行なども行っている他、スマートフォンやタブレット端末向けの独自サービスとして「JLCスマート」や無料予想配信サービス「レジャチャンサプリ」（SGと全国発売プレミアムGI期間中）も開設している。
また、当局の協賛レースとして「スカパー!JLC杯」および「BOATBoy CUP」を全国のボートレース場において定期的に開催しており、一部の日程においてはスカパー!プレミアムサービスで無料放送が実施されている。

## 沿革
- 1992年4月17日 - 会社が設立される[5]。
- 1992年5月 - 住之江競艇場で施行されたSG第19回笹川賞よりレース実況中継開始。
- 1992年12月 - 開局、アナログ配信を開始。
- 1993年 - ケーブルテレビと電話投票会員向けの直接受信を対象に配信を開始。
- 1996年 - パーフェクTV!（現・スカパー!プレミアムサービス）で一般向けの放送を開始。
- 1998年 - 9月から11月にかけて、2・3・4・5を順次開局。
- 2003年4月 - インターネット向け有料映像サービス「KYOTEI BB」（現・BOAT RACE BB）を開始。（2014年3月に終了、以降は無料配信）
- 2003年9月 - 電話投票システムの構築が進んでいることや、視聴者のニーズにより対応できる番組作りを目指す観点から、2元中継チャンネル「JLCプラスワン」を開設、同月より放送開始。
- 2006年7月 - 携帯向け有料サービス「競艇TV！レジャチャン」を開設。（2015年9月に終了）
- 2008年12月 - ニコニコチャンネル内で「ニコニコBOATRACE@JLC」を開設。
- 2010年4月 - JLC386プラスを開設。
- 2010年12月 - 電子書籍「BOAT Boy デジタル版」サービス開始。
- 2012年4月 - スマートフォン向け有料サービス「BOATRACE！ レジャチャンSPアプリ」（2015年9月に終了）、スカパー！会員スマートフォン向け無料映像サービス「JLCスマート」を開設。
- 2012年10月1日 - スカイパーフェクTV!のJLC380・384をHD化し、スカパー!HDにてハイビジョン放送を開始[6]。それに先駆けて、2011年4月より、一部の番組においてハイビジョン制作を開始している。ハイビジョン放送開始までは、これらの番組はレターボックスサイズでの放送となる。同月より、レディース競走を中心とした「JLC683ガールズチャンネル」を新規開局。
- 2013年10月 - スカイパーフェクTV!でのSD放送が終了。同月よりチャンネル編成を680 - 686chに集約。JLC683ガールズチャンネルが「JLC684レディースチャンネル」に変更、さらに「JLC687プラス」を新規開局。
- 2014年10月 - 全チャンネルをハイビジョン化。（ch. 680 - 687）[7]
- 2016年10月 - スカパー!オンデマンドのJLC版 「レジャチャンオンデマンド」を開始。同月よりYouTubeのストリーミング配信を開始。
- 2016年12月 - スカパー!プレミアムサービスの衛星一般放送事業者がスカパー・ブロードキャスティングからスカパー・エンターテイメントに変更。
- 2018年4月 - ウォータマークのHDが省かれた。
- 2019年4月 - 100％出資子会社のJLCエンタープライズ株式会社の全事業を事業承継。
- 2020年3月31日 - スカパー!プレミアムサービス向け「JLC685 Wプラス」「JLC686プラス」「JLC687プラス」（ch. 685 - 687）を閉局、JLCスマートのサービス終了。以降はYouTube配信などストリーミング配信を中心に集約。
- 2020年4月1日 - 「JLC684レディースチャンネル」（ch. 684）を「JLC684」にチャンネル名称変更。
- 2021年10月1日 - スマートフォン・タブレット端末・パソコン向け無料映像サービス「BOATCAST」サービス開始。
- 2025年3月31日 - スカパー!番組配信並びにSPOOXでの配信を終了[8]。

## 放送形態

### CS供給チャンネル
| スカパー!プレミアムサービス | スカパー!プレミアムサービス | スカパー!プレミアムサービス  |
| Ch.番号                     | チャンネル名                | 衛星一般放送事業者           |
| --------------------------- | --------------------------- | ---------------------------- |
| 680                         | JLC680                      | スカパー・エンターテイメント |
| 681                         | JLC681                      | スカパー・エンターテイメント |
| 682                         | JLC682                      | スカパー・エンターテイメント |
| 683                         | JLC683                      | スカパー・エンターテイメント |
| 684                         | JLC684                      | スカパー・エンターテイメント |

場外発売場や外向発売所では主にこのチャンネルが用いられるほか、ボートレース場においてもJLCを視聴できるコーナーが存在する。なおケーブルテレビ向けチャンネルでは、チャンネル構成上の関係で全チャンネルを放送できない局もある。

### ストリーミング配信
BOATCAST
- 全国24場の中継（主に競艇場内モニターの映像を流用）・リプレイ配信
- 動画ニュースの配信（随時速報の配信及び毎日21時からのニュース番組）
- 地上波中継番組の同時配信
- 過去のCS供給チャンネル番組の配信

TELEBOAT
システム全般はTELEBOATを参照
YouTubeチャンネル
- 原則、 SG・GⅠなどのグレードレース、及び女子レース、ルーキーシリーズなど注目レースの中継
- 予想情報番組
- SG・プレミアムGI関連番組

ニコニコBOATRACE@JLC（ドワンゴが運営）
ニコニコ動画への会員登録で月額525円（税別）
- JLC680のリアルタイム配信
- ボートレース関連番組のオンデマンド配信 etc.

レジャチャンオンデマンド（スカパー!オンデマンドのJLC版）
- JLC全チャンネルのストリーミング配信、見逃し視聴等にも対応
- 衛星放送加入者は無料で利用可能

## 主な番組
番組は主にAZオフィス所属の女性キャスターと男性キャスターの掛け合いで進行される。※がついているものは無料放送。◯がついているのはニコニコ動画でも配信されている。また毎月1日は7:30 - 翌4:00が、毎月第1日曜日は10:00 - 16:00が無料放送になる。なおケーブルテレビについては、無料放送にならない場合がある。

### 現在放送中
レースライブ
原則としてSG、GI、GII、更に2005年度からはGIIIについては全レースを完全生中継する他、一般戦についてもチャンネルを地域別に編成して実況している。
レースダイジェスト
SGとプレミアムGIは60分、他のレースは30分で放送。60分版ではピットアウトから、30分版はスタートのところから始まる。かつて、GII以下は20分で放送。60分及び30分版はレース後に翌日の出走表・DEMEDASが放送されていた。
展望番組
SGは全日程放送、プレミアムGIは準優勝戦と優勝戦について、それ以外のGIとGIIは優勝戦について放送、この他各競艇場独自の展望番組も放送されている。
勝利者インタビューダイジェスト◯
SG、プレミアムGIの初日 - 5日目（5日目は準優勝戦の3レース）について放送される。
佐山夏子のナッツ・パラダイス◯
佐山夏子を司会に、毎回レーサーを1人ゲストに呼び、レースの話からプライベートの話までするトークバラエティ。
ブラマヨ吉田とういちの男舟（1周目、2周目、3周目リベンジ編）◯
お笑い芸人ブラックマヨネーズの吉田敬と人気パチスロライターういちによる舟券対決番組。
ういちの一人舟◯
こちらはういち一人が出演。舟券購入だけでなく、そのレース場のさまざまな魅力を紹介する。なお、この番組は全てYouTubeにて配信されている。
坂上忍のボートレースに乾杯
坂上忍とゲストが酒を酌み交わしながら、ボートレース界のさまざまなことを語る番組。
ビューティフル・ドリーマー◯
毎回女子レーサーがやりたいこと、子供の頃なりたかったものなどの「ユメ」を叶える番組。一部の回はYouTubeでも配信されている。
〜女子ボートレーサードライブTV〜 Boon!!!
女子レーサー3 - 4人による「ぶっちゃけトーク」満載のドライブバラエティ。
ナガシマ博士の発見！ボートレース研究所◯
永島知洋扮する博士と毎回変わる助手の2人で独自の方法で舟券を購入する実験バラエティ。
ボートレース通信◯
全SG競走とプレミアムGI競走を振り返るドキュメンタリー。
ボートレース年鑑◯
年度の注目レースを中心としたハイライト映像を放送する。
24場ものがたり◯
24場の歴史などを解説する番組。
素晴らしき吟剣詩舞※
その他各種特別番組や、直前に迫ったSGレースに関連した番組が放送される。

### ネット配信のみ
植木通彦のボートレースウィークリー
2020年5月より、「ボートレースウィークリー」として毎週月曜19:00 - 21:00に配信。MCは植木通彦。当日行われている開催の中から2レース程度を生中継する他、前週のレースの振り返り、ゲストの現役ボートレーサーとリモートインタビューするコーナーなどで構成される。
2021年4月からは毎週木曜19:00 - 21:00に若手ボートレーサーを中心に取り上げた「ボートレースウィークリーNEXT」も配信され、週2回配信となったが、2022年4月から番組をボートレースウィークリーに統一、配信時間が月・木曜日の20:00 - 21:00の1時間に短縮される。
2022年10月からは内容を大幅リニューアルし、元ボートレーサーを解説者に起用、ナイター開催の1～2レースを生中継しながら選手視点で解説を行う。SGやPG1開催の際は月・木曜日以外にも配信が行われ、19:00 - 21:00の2時間でレース開催場からの解説を交えた中継や、レース中継を行わずにその日のレースの振り返りと翌日のレース展望に特化した配信が行われることもある。
2024年4月から、番組名が「植木通彦のボートレースウィークリー」と、植木の名前を冠名にする形に変更された。
2024年10月から放送時間が10分繰り上がり、19時50分開始となった。
（2024年10月時点）
- MC…植木通彦
- アシスタント…荻野仁美（2024年3月まで）・大島紫央（2023年12月まで）・望月麗奈・太田晶子（2人とも2023年10月9日 - ）・門池舞（2024年3月25日 - ）・竹下梨帆（2024年9月 - ）
- 解説…今村豊・熊谷直樹・野添貴裕・濱村芳宏
  - 原則としてリモート出演だが、中継先のボートレース場から生出演したり、植木とアシスタントのいる東京のスタジオから出演したりすることもある。

週刊BOATBoy
2020年10月より、毎週水曜21:00から配信。『BOATBoy』の一時休刊（翌年5月に復刊）に伴う代替版としての位置づけ。
ボートレーススペシャルLIVE
YouTube Live向け独自編成。原則、SGとプレミアムGIの開催日において配信されている。
ガチンコ舟券勝負!!内山くんVS
YouTube Live向け独自編成「ボートレーススペシャルLIVE」のひとつ。タレントの内山信二とゲストによる予想対決。原則、SGとプレミアムGIの開催5日目または最終日において配信されている。

### 放送終了・休止
競艇ニュース→JLCニュースと展望Jちゃんねる→ニュースワイド BOAT RACE EX→JLC NEWS BOAT RACE TIME
開催全レースの結果、注目レースのVTR、明日の展望、イベント情報など。
Winnerへの軌跡
SG、プレミアムGIの優勝選手インタビュー、優勝戦リプレイなど。
Legendary Race
SG、プレミアムGI関連ドキュメント。
Weekly Winning Run○○（○○の中は西暦年）
各地で行われた優勝戦を、週単位でノーカット放送する。
選手紹介ダイジェストマンスリー
前月に行われた選手紹介式・優勝者表彰をダイジェストで紹介する。
NeoPan30(前身はKYOTEIパンドラBOX)◯

水神〜挑戦者の鼓動〜◯
毎回1人の選手にスポットを当てたドキュメンタリー番組。
ヴィーナスエッジ
女子リーグ戦のドキュメンタリー、選手インタビューなど。前身（2007年まで）は「NADESHIKO（◯）」。
GOLDEN BOYS○○（○○の中は西暦年）
新鋭リーグ戦のドキュメンタリー、選手インタビューなど。
匠艇(たくみのふね)◯
ベテラン選手の紹介、インタビューなど。
水上のコロシアム
全国24競艇場の紹介。
発見！B･P探検隊
場外発売場ボートピアの紹介。
やまとの諸君◯
やまと競艇学校で訓練する選手養成員の成長を追うドキュメンタリー。
談春塾
直前に迫ったビッグレースの攻略法。
クイズ競艇ダービー◯

艇声人語◯
各競艇場の実況アナウンサーを紹介。
こんにちくわdeおつかにさま◯
女子選手たちの素顔を紹介。
JLCスーパーゲートボール※

## 他のボートレース放送
スカパー!ではいずれも無料放送である。
ビクトリーチャンネル→EXライブ（Express運営）「エキサイティングゾーン」（スカパー!プレミアムサービスch.541/288、一部のケーブルテレビ）
2013年5月までは蒲郡（ナイターレース限定）・尼崎・びわこ・三国・平和島・宮島の全レースを、閉局までは住之江の全レースを放送していた。
シアターテレビジョン（スカパー!プレミアムサービスch.547/262）
2012年4月より数年間ボートレース大村の全レースを放送していた。
寄席チャンネル（スカパー!ch.542/275）
2012年4月より数年間ボートレース若松の全日程を放送していた。同チャンネルでは随時競輪中継が行われており、競輪実施日は17時以降に中継放送。撤退後は競輪中継のみの放送となる。
なお、大村・若松の中継は、2010年4月から2012年3月までは、ライブ245（スカパー!ch.245）にて放送されていたものが、チャンネル移動したものである。

## その他
2020年3月10日に政府が公表したCOVID-19の感染の拡大の防止の観点から、全公営競技無観客開催措置として競艇場および場外・外向発売所の舟券発売・払戻業務が取りやめになった為に、スカパー!プレミアムサービス視聴者向けに22日までレースライブの無料放送実施を行った。